# Föresjön (Burseryds socken, Småland, 634502-134544)
Föresjön är en sjö i Gislaveds kommun i Småland och ingår i Nissans huvudavrinningsområde. Sjön har en area på 0,0832 kvadratkilometer och ligger 164,9 meter över havet. Sjön avvattnas av vattendraget Betarpsbäcken.

## Delavrinningsområde
Föresjön ingår i det delavrinningsområde (634232-134701) som SMHI kallar för Mynnar i Kilan. Avrinningsområdets medelhöjd är 171 meter över havet och ytan är 7,37 kvadratkilometer. Det finns inga delavrinningsområden uppströms utan avrinningsområdet är högsta punkten. Betarpsbäcken som avvattnar avrinningsområdet har biflödesordning 3, vilket innebär att vattnet flödar genom totalt 3 vattendrag innan det når havet efter 81 kilometer. Delavrinningsområdet består mestadels av skog (71 procent). Avrinningsområdet har 1,03 kvadratkilometer vattenytor vilket ger det en sjöprocent på 13,9 procent.